# Lista de escadinhas de Lisboa
As escadinhas de Lisboa perfazem um total de 37.
| Arruamento                               | Freguesia(s)                  | Homenageia                                                                                 |
| ---------------------------------------- | ----------------------------- | ------------------------------------------------------------------------------------------ |
| Escadinhas Costa do Castelo              | Santa Maria Maior             | Costa do Castelo                                                                           |
| Escadinhas da Achada                     | Santa Maria Maior             | Contracção de "achaada" (terra chã, planície)                                              |
| Escadinhas da Barroca                    | Santa Maria Maior Arroios     | Palácio da Barroca / Palácio do Galvão                                                     |
| Escadinhas da Rua do Triângulo Vermelho  | Penha de França               | Rua do Triângulo Vermelho                                                                  |
| Escadinhas da Rua Cidade de Liverpool    | Penha de França Arroios       | Rua Cidade de Liverpool                                                                    |
| Escadinhas da Rua Cidade de Manchester   | Arroios                       | Rua Cidade de Manchester                                                                   |
| Escadinhas da Liberdade                  | Campolide                     | Bairro da Liberdade                                                                        |
| Escadinhas da Oliveira                   | Santa Maria Maior             | Antigas terras do Olival                                                                   |
| Escadinhas da Porta do Carro             | Arroios                       | Carro de abastecimentos dos armazéns do Hospital de São José                               |
| Escadinhas da Praia                      | Estrela                       |                                                                                            |
| Escadinhas da Rua das Farinhas           | Santa Maria Maior             | Rua das Farinhas                                                                           |
| Escadinhas da Saúde                      | Santa Maria Maior             | Capela de Nossa Senhora da Saúde                                                           |
| Escadinhas Damasceno Monteiro            | Arroios São Vicente           | Manuel Salustiano Damasceno Monteiro (Presidente da Câmara Municipal de Lisboa, 1854-1858) |
| Escadinhas das Comendadeiras de Santos   | São Vicente                   | Quinta das Comendadeiras de Santos-o-Novo                                                  |
| Escadinhas das Escolas Gerais            | Santa Maria Maior São Vicente | Estudos Gerais de Lisboa (actual Universidade de Coimbra)                                  |
| Escadinhas das Olarias                   | Santa Maria Maior Arroios     | Sítio das Olarias                                                                          |
| Escadinhas das Portas do Mar             | Santa Maria Maior             |                                                                                            |
| Escadinhas de Dom Gastão                 | Beato                         | D. Gastão da Câmara Coutinho Pereira de Sande, 1.º Conde da Taipa                          |
| Escadinhas de João de Deus               | Santa Maria Maior             | João de Deus de Nogueira Ramos                                                             |
| Escadinhas de Santo Amaro                | Alcântara                     | Capela de Santo Amaro                                                                      |
| Escadinhas de Santo Estêvão              | Santa Maria Maior             | Igreja de Santo Estêvão                                                                    |
| Escadinhas de São Crispim                | Santa Maria Maior             | Ermida de São Crispim                                                                      |
| Escadinhas de São Cristóvão              | Santa Maria Maior             | Igreja de São Cristóvão                                                                    |
| Escadinhas de São João Nepomuceno        | Misericórdia                  | Convento de São João Nepomuceno                                                            |
| Escadinhas de São Miguel                 | Santa Maria Maior             | Igreja de São Miguel                                                                       |
| Escadinhas de São Tomé                   | São Vicente                   | Igreja de São Tomé (demolida)                                                              |
| Escadinhas do Alto do Restelo            | Belém                         | Restelo                                                                                    |
| Escadinhas do Arco de Dona Rosa          | Santa Maria Maior São Vicente | Dona Rosa (proprietária de uma casa no local)                                              |
| Escadinhas do Bairro América             | São Vicente                   | Bairro América                                                                             |
| Escadinhas do Carmo                      | Santa Maria Maior             | Terraços do Carmo                                                                          |
| Escadinhas do Marquês de Ponte de Lima   | Santa Maria Maior             | D. José Maria Xavier de Lima Vasconcelos Brito Nogueira, 3.º Marquês de Ponte de Lima      |
| Escadinhas do Mirador                    | Ajuda                         |                                                                                            |
| Escadinhas do Quebra Costas              | Alcântara                     |                                                                                            |
| Escadinhas do Santo Espírito da Pedreira | Santa Maria Maior             | Convento do Santo Espírito da Pedreira                                                     |
| Escadinhas do Terreiro do Trigo          | Santa Maria Maior             | Terreiro do Trigo (celeiro que abastecia a cidade de Lisboa)                               |
| Escadinhas dos Remédios                  | Santa Maria Maior             | Ermida de Nossa Senhora dos Remédios                                                       |
| Escadinhas dos Terramotos                | Campo de Ourique              | Ermida do Senhor Jesus dos Terramotos                                                      |